# Raúl Mera
Raúl Ebers Mera Pozzi (ur. 14 czerwca 1936 w Montevideo) – urugwajski koszykarz, brązowy medalista olimpijski z Melbourne.
Brał udział w dwóch igrzyskach olimpijskich (IO 56, IO 60). Z reprezentacją w 1956 zdobył brązowy medal, w 1960 zajął ósme miejsce. Był złotym medalistą mistrzostw Ameryki Południowej w 1955. Brał udział w mistrzostwach świata w 1954 i 1959.